# Padú Lampe
Padú Lampe lub Padú del Caribe, właśc. Juan Chabaya Lampe (ur. 26 kwietnia 1920 w Oranjestadzie, zm. 28 listopada 2019 tamże) – arubański piosenkarz, multiinstrumentalista, pianista, kompozytor, pisarz, malarz oraz autor słów do hymnu Aruby.

## Życiorys

### Rodzina i dzieciństwo
Ojciec Padú Lampego również był z zawodu muzykiem; grał w zespole muzycznym, w którego skład wchodzili także wujkowie Lampego: Zep (flet), Olivier (skrzypce) oraz Wim (wiri). W młodości uczył go gry na pianinie.

### Kariera muzyczna
W wieku 16 lat stworzył już własny styl muzyczny i zaczął grać na placach oraz imprezach arubańskich. Sam nauczył się grać na wielu instrumentach, w tym na cuatro, skrzypcach, mandolinie i klarnecie.
W 1950 roku wraz z Rufo Weverem stworzyli patriotyczny utwór „Aruba Dushi Tera” (Lampe słowa do piosenki, a Wever muzykę). 26 lat później, 18 marca 1976 roku, został on przyjęty jako hymn Aruby .
Jego pierwszym albumem był En Venezuela wydany w 1960 roku. Sprzedał się on w ponad 50 000 sztukach już w pierwszym roku po wydaniu.
W swojej karierze wydał ponad 10 albumów studyjnych (w tym dwa dostępne cyfrowo), a także kilkadziesiąt singli. Skomponował ponad 400 utworów muzycznych. Występował na salach koncertowych w Portoryko, Dominikanie, Kolumbii, Wenezueli, Stanach Zjednoczonych (w tym w Nowym Jorku, Miami i Seattle) i na Kubie. Szczególnie popularny stał się na Arubie i Karaibach, gdzie nazwano go „Tata di nos Cultura” (pol. Ojciec naszej Kultury).
Juan Lampe napisał również trzy książki z zakresu filozofii i metafizyki: The 3rd Element (1960), Ciencia asercando e mundo spiritual? oraz Harmoniology: The Art and Science of Living in Harmony with the Universal Laws: a Practical Guidebook Providing the Key to Peace, Health, and Happiness (Dorrance, 1976 ) .

### Życie prywatne
W 1946 roku ożenił się z Daisy Croes. Mają córkę Vivian Lampe.

## Pseudonim
Padú Lampe urodził się tydzień przed śmiercią swojego dziadka, który był jego imiennikiem. Wtedy matka nazwała Lampego „Padúshi” (pol. Słodki Mały Dziadek). W kolejnych latach pseudonim został skrócony do „Padú” .

## Upamiętnienia
W marcu 2017 roku otworzono plac Plaza Padú w Oranjestadzie poświęcony artyście, na którym znajduje się pomnik twórców hymnu Aruby przy pianinie oraz fontanna z dużymi, na wpół zanurzonymi w wodzie klawiszami pianina, które w trakcie nocy są podświetlane .
Powstały również książki biograficzne o Lampe, w tym The Art of Padú Lampe .

## Dyskografia

### Albumy studyjne
| Rok  | Dane dot. albumu |
| ---- | --- |
| r.n. | Sounds Of Friendship (oraz Tony Thijsen) - Wytwórnia: Sonic Records - Format: winyl                                 |
| r.n. | A Hi-Fi Roundtrip With Padu Del Caribe - Wytwórnia: Caribia - Format: winyl                                         |
| r.n. | Su Piano Y Ritmo - Wytwórnia: Velvet Records - Format: winyl                                                        |
| r.n. | Toy Contento - Wytwórnia: RCA Victor - Format: winyl                                                                |
| r.n. | ¡No Hay 5° Malo! - Wytwórnia: RCA Victor - Format: winyl                                                            |
| 1960 | En Venezuela - Wytwórnia: RCA Victor, Serfaty - Format: winyl                                                       |
| 1962 | Viajando Con Padu - Wydany: 1962 - Wytwórnia: RCA Victor - Format: winyl                                            |
| 1973 | De Regreso Con Padu Del Caribe - Wydany: 1973 - Wytwórnia: Philips Records - Format: winyl                          |
| 1976 | En Caracas - Wydany: 1976 - Wytwórnia: Palacio - Format: winyl                                                      |
| 1979 | Padú Volumen 3 - Wydany: 1979 - Wytwórnia: RCA Victor - Format: winyl                                               |
| 1979 | Recordando A Rufo Wever 1917-1977 - Wydany: 1979 - Wytwórnia: Palacio - Format: winyl                               |
| 1993 | Recuerdonan Stimá - Wydany: 1993 - Wytwórnia: Zona Bon Records - Format: digital download, streaming, CD            |
| 2009 | Cu Amor I Carino - Wydany: 11 października 2009 - Wytwórnia: Zona Bon Records - Format: digital download, streaming |

### Kompilacje
| Rok  | Dane dot. albumu                                            |
| ---- | ----------------------------------------------------------- |
| 1994 | Cu Amor I Cariño - Wytwórnia: Zona Bon Records - Format: CD |
| 1995 | Ritmo Sin Par - Wytwórnia: Zona Bon Records - Format: CD    |

### Twórczość (wybór)
| Rok  | Wykonawca       | Album         | Utwór              | Uwagi | Źr.         |
| ---- | --------------- | ------------- | ------------------ | ----- | ----------- |
| 1950 | N/A             | N/A           | „Aruba Dushi Tera” | słowa | [ 1 ] [ 6 ] |
| 2015 | William Anthony | Nos Tera      | „Despedida”        | słowa | [ 28 ]      |
| 2018 | William Anthony | Nami Un Chèns | „Nami Un Chèns”    | słowa | [ 29 ]      |

## Filmografia
Jako kompozytor
- 2013: Abo So

## Odznaczenia
- Order Oranje-Nassau[1]
- Zilveren Anjer(inne języki)[1]